# Seznam českých fotografů
Toto je seznam českých fotografů podle abecedy.

### A
- Hynek Alt
- Karel Anderle
- Jaroslav Anděl
- Gustav Aulehla

### B
- Pavel Baňka
- Ludvík Baran
- Jaroslav Bárta
- Jaroslav Beneš
- Karel Beneš
- Jan Beran
- Tomáš Beran
- Vladimír Birgus
- Antonín Braný
- Jan Brodský
- Ferdinand Bučina
- Miloš Budík
- Karel Bucháček

### C
- Jan Cága
- Karel Cudlín

### Č
- Jaromír Čejka

### D
- Jovan Dezort
- Pavel Dias
- František Dostál
- František Drtikol
- Vojta Dukát
- Karel Dvořák

### E
- Josef Ehm

### F
- Petr Fabian (* 1974)
- Gabriela Fárová
- Tomáš Fassati
- Martin Findeis
- Viktor Fisher
- Pravoslav Flak
- Jiří Foltýn
- Roman Franc
- Jaromír Funke

### G
- Fedor Gabčan
- David Gaberle
- Ivo Gil
- Jan Glozar
- Ivars Gravlejs
- Bedřich Grünzweig
- Štěpán Grygar

### H
- Karel Hájek
- Jiří Hanke
- Michael Hanke
- Vilém Heckel
- Pavel Hečko
- Antonín Hinšt
- Josef Hník
- Bohdan Holomíček
- Jiří Horák
- Richard Horák
- Bořivoj Hořínek
- Karel Otto Hrubý
- Miroslav Hucek
- Pavel Hudec Ahasver
- Jan Hudeček

### Ch
- Tomáš Chadim
- Václav Chochola
- František Chrástek

### I
- Ibra Ibrahimovič

### J
- Lukáš Jasanský a Martin Polák
- Pavel Jasanský
- Jiří Jeníček
- Jan Jindra (fotograf)
- Václav Jirásek
- Václav Jírů
- Petr Jan Juračka

### K
- Michal Kalhous
- Radek Kalhous
- Ladislav Kamarád
- Petr Klimpl
- Viktor Kolář
- Miloš Koreček
- Rostislav Košťál
- Josef Koudelka
- Karel Koutský
- Vladimír Kozlík
- Fred Kramer
- Antonín Kratochvíl
- František Kressa
- Miroslav Krob
- Vilém Kropp
- Jaroslav Kučera
- Aleš Kuneš

### L
- Martin Langer
- Jan Lauschmann
- Zdeněk Lhoták
- Ondřej Lipár
- Ivo Loos
- Karel Ludwig
- Jan Lukas
- Ivan Lutterer

### M
- Miroslav Machotka
- Antonín Malý
- Jan Malý
- Pavel Mára
- František Maršálek
- Otakar Matušek
- Jan Mihaliček
- Josef Moucha
- Roman A. Muselík
- Miroslav Myška

### N
- Ondřej Němec
- Tomki Němec
- Karel Novák
- Michal Novotný
- Miloň Novotný
- Alois Nožička

### P
- Karel Pazderka
- Ivan Pinkava
- Václav Podestát
- Jan Pohribný
- Josef Poláček
- Jiří Polášek
- Tomáš Pospěch
- František Povolný
- Rudo Prekop
- Jaroslav Prokop
- Bohumír Prokůpek
- Ondřej Prosický
- Josef Prošek
- Josef Ptáček
- Jaroslav Pulicar

### R
- Tomáš Rasl
- Jan Reich
- Vilém Reichmann
- Jaroslav Rőssler
- Jiří Růžek
- Drahomír Josef Růžička
- Jan Rybář

### S
- Jan Saudek
- Martin Skřivánek
- Jan Ságl
- Clifford Seidling
- Jiří Sever
- Adolf Schneeberger
- Mario Sikora
- Petr Sikula
- Jaroslav Skála
- Vladimír Skoupil
- Oto Sládek
- Vojtěch V. Sláma
- Evžen Sobek
- Zdeněk Sokol
- Miloš Spurný
- Oldřich Staněk
- Tono Stano
- Vasil Stanko
- Martin Stranka
- Josef Sudek
- Jan Svoboda
- Miroslav Sychra

### Š
- Petr Šálek
- Jan Šibík
- Dušan Šimánek
- Jan Šmíd
- Ján Šmok
- Pavel Štecha
- Sláva Štochl
- Jindřich Štreit
- Miro Švolík

### T
- Josef Tichý
- Miroslav Tichý
- Jiří Toman
- Kevin V. Ton
- Václav Toušek
- Jiří Turek

### U
- Vladimír Uher

### V
- Robert Vano
- Kamil Varga
- Jan Vávra
- Pavel Vavroušek
- Jiří Víšek
- Josef Vojáček
- Dan Vojtěch
- Luděk Vojtěchovský
- Miroslav Vojtěchovský
- Roman Vondrouš
- Jiří Všetečka
- Martin Vybíral

### W
- Martin Wágner
- Eugen Wiškovský

### Z
- Miroslav Zajíc
- Petr Zhoř
- Rudolf Zukal

### Ž
- Vladimír Židlický